# Acronicta salicis
Acronicta salicis là một loài bướm đêm trong họ Noctuidae.